# Alex Perez (peleador)
Alex Perez (Hanford, California; 21 de marzo de 1992) es un artista marcial mixto estadounidense que actualmente compite en la división de peso mosca de Ultimate Fighting Championship (UFC).Desde el 30 de julio de 2024, está en la posición #6 del ranking de peso mosca de UFC.

## Primeros años
Perez es de ascendencia mexicana. Comenzó a luchar en el sexto grado junto a sus dos hermanos Silverio Esparza y Julián Perez. Perez representó al Colegio West Hills Lemoore en lucha libre y fue el campeón regional y All-American luchador en su segundo año en la universidad. Después de que Perez terminó la escuela secundaria, comenzó a ayudar a sus amigos a entrenar para sus peleas de MMA debido a su experiencia en la lucha libre.

## Carrera de artes marciales mixtas

### Carrera temprana
Perez luchó todas sus peleas en Estados Unidos, donde hizo su debut profesional el 6 de mayo de 2011 en TPF 9. Se enfrentó a Jesús Castro y noquear a Castro en la primera ronda. Acumuló un total de 16-4 antes de participar en el Dana White's Contender Series 5, enfrentándose a Kevin Gray. Derrotó a Gray, y con la victoria, fue firmado por UFC.

### Ultimate Fighting Championship

#### 2017
Pérez hizo su debut promocional contra Carlos John de Tomás el 9 de diciembre de 2017, en UFC Fight Night 123 . Ganó la pelea por sumisión en el segundo asalto.

#### 2018
Perez enfrentó a Eric Shelton el 24 de febrero de 2018, en UFC on Fox 28. En el pesaje, Perez pesó 126.5 libras, media libra por encima del límite de peso mosca de 126 libras. Como resultado, la pelea se desarrolló en un peso pactado y Pérez fue multado con el 20% de su bolsa, que fue hacía oponente Shelton. Ganó la pelea por decisión unánime.
Perez enfrentó a Jose Torres el 9 de agosto de 2018, en UFC 227. Ganó la pelea por KO en el primer asalto.
Perez enfrentó a Joseph Benavidez el 30 de noviembre de 2018, en The Ultimate Fighter: Heavy Hitters Finale. Perdió la pelea por TKO en el primer asalto.

#### 2019
Perez enfrentó a Mark De La Rosa en una pelea de peso gallo el 30 de marzo de 2019, en UFC on ESPN 2. Ganó la pelea por decisión unánime.
Perez estaba programado para enfrentar a Sergio Pettis el 21 de septiembre de 2019, en UFC Fight Night 159. Sin embargo, Perez se retiró de la pelea el 26 de agosto por una lesión.

#### 2020
Pérez enfrentó a Jordan Espinosa el 25 de enero de 2020, en UFC Fight Night 166. Ganó la pelea por sumisión en el primer asalto. Esta victoria lo hizo merecedor de su primer premio de Actuación de la Noche. El triángulo de brazo de Perez fue un ajuste sobre la marcha y la primera vez que sometía a alguien desde esa posición.
Se esperaba que Pérez enfrentara a Kai Kara-France en UFC on ESPN: Overeem vs. Harris. Sin embargo, el 9 de abril, Dana White, el presidente de la UFC anunció que este evento se posponía a una fecha futura debido a la pandemia de COVID-19. En su lugar, Perez enfrentó a Jussier Formiga el 6 de junio de 2020, en UFC 250. Ganó la pelea por TKO en el primer asalto. Esta victoria lo hizo merecedor de su segundo premio de Actuación de la Noche.
Se esperaba que Perez enfrentara a Brandon Moreno el 21 de noviembre de 2020, en UFC 255. Sin embargo, el 2 de octubre se anunció que Pérez enfrentaría a Deiveson Figueiredo, en reemplazo de un lesionado Cody Garbrandt por el Campeonato Mundial de Peso Mosca de UFC en el mismo evento. Perdió la pelea por sumisión en el primer asalto.

#### 2021
Perez estaba programado para enfrentar a Matt Schnell el 15 de mayo de 2021, en UFC 262. Sin embargo, Perez se retiró del evento por razones no reveladas y fue reemplazado por Rogério Bontorin.
Perez estaba programado para enfrentar a Askar Askarov el 31 de julio de 2021, en UFC on ESPN 28. Sin embargo, Askarov se retiró de la pelea a principios de julio alegando una lesión. A su vez, Pérez fue retirado de la cartelera por completo y reprogramado para enfrentar a Matt Schnell cuatro semanas después, el 28 de agosto de 2021, en UFC on ESPN 30. Sin embargo, por razones no reveladas, la pelea fue trasladada a UFC Fight Night 191. Sin embargo, la pelea fue trasladada de nuevo por razones no reveladas a UFC 269. En el pesaje, Perez pesó 126.25 libras, un cuarto de libda sobre el límite de peso mosca. Luego del pesaje, se anunció que la pelea había sido cancelada porque Schnell se retiró del evento por un problema médico no revelado. El par fue reprogramado para el 12 de febrero de 2022, en UFC 271. En el pesaje, Perez pesó 128 libras, y Schnell rechazó pelear en un peso pactado por lo que la pelea fue cancelada.

#### 2022
Perez enfrentó a Alexandre Pantoja el 30 de julio de 2022, en UFC 277. Perdió la pelea por sumisión en el primer asalto.
Perez estaba programado para enfrentar a Amir Albazi el 17 de diciembre de 2022, en UFC Fight Night 216. Sin embargo, se retiró de la pelea por razones no reveladas a finales de octubre y fue reemplazado por Brandon Royval.

#### 2023
Perez estaba programado para enfrentar a Kai Kara-France el 12 de febrero de 2023, en UFC 284. Sin embargo, Kara-France se retiró de la pelea por una lesión de rodilla y la pelea fue cancelada.
Perez estaba programado para enfrentar a Manel Kape el 25 de marzo de 2023, en UFC on ESPN 43. Sin embargo, la pelea fue cancelada el día del evento por un problema médico no revelado de Perez.

#### 2024
Perez enfrentó a Muhammad Mokaev el 2 de marzo de 2024, en UFC Fight Night 238. Perdió la pelea por decisión unánime.
Pérez estaba programado para enfrentar a Tagir Ulanbekov el 15 de junio de 2024, en UFC Fight Night 243. Sin embargo, Pérez fue retirado de la pelea y reprogramado para enfrentar a Matheus Nicolau, como reemplazo de Manel Kape, el 27 de abril de 2024, en UFC on ESPN 55. Pérez ganó la pelea por KO en el segundo asalto. Esta pelea lo hizo merecedor de su tercer premio de Actuación de la Noche.
Perez estaba programado para enfrentar a Tagir Ulanbekov el 15 de junio de 2024, en UFC on ESPN: Perez vs. Taira. Sin embargo, Perez fue reprogramado para encabezar la cartelera y enfrentó a Tatsuro Taira. Pérez perdió la pelea por nocaut técnico en el segundo asalto después de lesionarse la rodilla.

## Campeonatos y logros

### Artes marciales mixtas
- Ultimate Fighting Championship
  - Actuación de la Noche (Tres veces)  vs. Jordan Espinosa, Jussier Formiga Y Matheus Nicolau[24][29][55]
- Tachi Palace
  - Campeonato de Peso Mosca de Tachi Palace[3]

## Récord en artes marciales mixtas
| Récord profesional | Récord profesional | Récord profesional |
| 34 peleas          | 25 victorias       | 9 derrotas         |
| ------------------ | ------------------ | ------------------ |
| Nocaut             | 6                  | 2                  |
| Sumisión           | 7                  | 5                  |
| Decisión           | 12                 | 2                  |

| Resultado | Récord | Oponente            | Método                                | Evento                                     | Fecha                    | Ronda | Tiempo | Localización                | Notas                                                                           |
| --------- | ------ | ------------------- | ------------------------------------- | ------------------------------------------ | ------------------------ | ----- | ------ | --------------------------- | ------------------------------------------------------------------------------- |
| Derrota   | 25–9   | Tatsuro Taira       | TKO (lesión en la rodilla)            | UFC on ESPN: Perez vs. Taira               | 15 de junio de 2024      | 2     | 2:59   | Las Vegas, Nevada           |                                                                                 |
| Victoria  | 25–8   | Matheus Nicolau     | KO (puñetazo)                         | UFC on ESPN: Nicolau vs. Perez             | 27 de abril de 2024      | 2     | 2:15   | Las Vegas, Nevada           | Actuación de la Noche.                                                          |
| Derrota   | 24–8   | Muhammad Mokaev     | Decisión (unánime)                    | UFC Fight Night: Rozenstruik vs. Gaziev    | 2 de marzo de 2024       | 3     | 5:00   | Las Vegas, Nevada           |                                                                                 |
| Derrota   | 24–7   | Alexandre Pantoja   | Sumisión (neck crak)                  | UFC 277                                    | 30 de julio de 2022      | 1     | 1:31   | Dallas, Texas               |                                                                                 |
| Derrota   | 24–6   | Deiveson Figueiredo | Sumisión (guillotine choke)           | UFC 255                                    | 21 de noviembre de 2020  | 1     | 1:57   | Las Vegas, Nevada           | Por el Campeonato de Peso Mosca de la UFC.                                      |
| Victoria  | 24–5   | Jussier Formiga     | TKO (patadas en las piernas)          | UFC 250                                    | 6 de junio de 2020       | 1     | 4:06   | Las Vegas, Nevada           | Actuación de la Noche.                                                          |
| Victoria  | 23–5   | Jordan Espinosa     | Sumisión técnica (arm-triangle choke) | UFC Fight Night: Blaydes vs. dos Santos    | 25 de enero de 2020      | 1     | 2:33   | Raleigh, Carolina del Norte | Actuación de la Noche.                                                          |
| Victoria  | 22–5   | Mark De La Rosa     | Decisión (unánime)                    | UFC on ESPN: Barboza vs. Gaethje           | 30 de marzo de 2019      | 3     | 5:00   | Filadelfia, Pensilvania     | Pelea en peso gallo.                                                            |
| Derrota   | 21–5   | Joseph Benavidez    | TKO (golpes)                          | The Ultimate Fighter: Heavy Hitters Finale | 30 de noviembre de 2018  | 1     | 4:21   | Las Vegas, Nevada           |                                                                                 |
| Victoria  | 21–4   | Jose Torres         | KO (golpes)                           | UFC 227                                    | 9 de agosto de 2018      | 1     | 3:34   | Los Ángeles, California     |                                                                                 |
| Victoria  | 20–4   | Eric Shelton        | Decisión (unánime)                    | UFC on Fox: Emmett vs. Stephens            | 24 de febrero de 2018    | 3     | 5:00   | Orlando, Florida            | Combate de peso acordado (126.5 libras); Perez no alcanzó el peso.              |
| Victoria  | 19–4   | Carls John de Tomas | Sumisión (anaconda choke)             | UFC Fight Night: Swanson vs. Ortega        | 9 de diciembre de 2017   | 2     | 1:54   | Fresno, California          | Pelea en peso gallo.                                                            |
| Victoria  | 18–4   | Kevin Gray          | Sumisión (anaconda choke)             | Dana White's Contender Series 5            | 8 de agosto de 2017      | 1     | 2:54   | Las Vegas, Nevada           | Regreso al peso mosca.                                                          |
| Victoria  | 17–4   | Tyler Bialecki      | Decisión (unánime)                    | CFFC 64                                    | 25 de marzo de 2017      | 3     | 5:00   | San Diego, California       |                                                                                 |
| Victoria  | 16–4   | Andrew Natividad    | Sumisión (anaconda choke)             | TPF 30                                     | 2 de febrero de 2017     | 1     | 2:27   | Lemoore, California         | Regreso al peso gallo.                                                          |
| Victoria  | 15–4   | Ralph Acosta        | Decisión (unánime)                    | KOTC: Warranted Aggression                 | 18 de diciembre de 2016  | 3     | 5:00   | Ontario, California         | Combate de peso acordado (130 libras); Pérez no alcanzó el peso (131.4 libras). |
| Victoria  | 14–4   | Ray Elizalde        | Decisión (dividida)                   | RFA 42                                     | 19 de agosto de 2016     | 3     | 5:00   | Visalia, California         |                                                                                 |
| Derrota   | 13–4   | Jared Papazian      | Sumisión (armbar)                     | TPF 27                                     | 19 de mayo de 2016       | 1     | 3:26   | Lemoore, California         | Combate de peso acordado (130 libras).                                          |
| Derrota   | 13–3   | Adam Antolin        | Sumisión (guillotine choke)           | TPF 25                                     | 19 de noviembre de 2015  | 1     | 1:15   | Lemoore, California         | Perdió el Campeonato de Peso Mosca de la TPF.                                   |
| Victoria  | 13–2   | Martin Sandoval     | Decisión (unánime)                    | TPF 24                                     | 6 de agosto de 2015      | 3     | 5:00   | Lemoore, California         | Combate de peso acordado (127.2 libras); Perez no alcanzó el peso.              |
| Victoria  | 12–2   | Anthony Figueroa    | Decisión (unánime)                    | TPF 22                                     | 5 de febrero de 2015     | 5     | 5:00   | Lemoore, California         | Ganó el vacante Campeonato de Peso Mosca de la TPF.                             |
| Victoria  | 11–2   | Del Hawkins         | TKO (golpes)                          | TPF 19                                     | 19 de junio de 2014      | 1     | 2:23   | Lemoore, California         | Pelea en peso gallo.                                                            |
| Victoria  | 10–2   | Eloy Garza          | Decisión (unánime)                    | TPF 18                                     | 6 de febrero de 2014     | 3     | 5:00   | Lemoore, California         |                                                                                 |
| Victoria  | 9–2    | Jeff Carson         | Sumisión (standing guillotine choke)  | TPF 16                                     | 22 de agosto de 2013     | 1     | 2:23   | Lemoore, California         |                                                                                 |
| Victoria  | 8–2    | Peter Baltimore     | Decisión (unánime)                    | MEZ Sports: Pandemonium 8                  | 23 de marzo de 2013      | 3     | 5:00   | Pomona, California          |                                                                                 |
| Victoria  | 7–2    | Carlos DeSoto       | TKO (golpes)                          | TPF 15                                     | 15 de noviembre de 2012  | 1     | 1:52   | Lemoore, California         | Combate de peso gallo; Perez no alcanzó el peso (138.8 libras).                 |
| Victoria  | 6–2    | Javier Galas        | Sumisión (rear-naked choke)           | TPF 14                                     | 7 de septiembre de 2012  | 1     | 1:37   | Lemoore, California         | Combate de peso acordado (139 libras).                                          |
| Victoria  | 5–2    | Edgar Diaz          | Sumisión (kimura)                     | TPF 12                                     | 9 de marzo de 2012       | 1     | 2:33   | Lemoore, California         | Combate de peso acordado (130.2 libras); Perez no alcanzó el peso.              |
| Victoria  | 4–2    | Kevin Michel        | Decisión (unánime)                    | CA Fight Syndicate: Rivalry                | 28 de enero de 2012      | 3     | 5:00   | Santa Mónica, California    |                                                                                 |
| Derrota   | 3–2    | John MaCalolooy     | Decisión (unánime)                    | WFC: Bruvado Bash                          | 7 de enero de 2012       | 3     | 5:00   | Placerville, California     |                                                                                 |
| Derrota   | 3–1    | Edgar Diaz          | Sumisión (guillotine choke)           | TPF 11                                     | 2 de diciembre de 2011   | 1     | 0:43   | Lemoore, California         | Debut en el peso mosca.                                                         |
| Victoria  | 3–0    | Sam Stevens-Milo    | Decisión (unánime)                    | UPC Unlimited: Up & Comers 6               | 10 de septiembre de 2011 | 3     | 5:00   | Turlock, California         |                                                                                 |
| Victoria  | 2–0    | Ruben Trujillo      | Decisión (unánime)                    | UPC Unlimited: Up & Comers 4               | 24 de junio de 2011      | 3     | 5:00   | Madera, California          |                                                                                 |
| Victoria  | 1–0    | Jesus Castro        | TKO (golpes)                          | TPF 9                                      | 6 de mayo de 2011        | 1     | 1:56   | Lemoore, California         | Debut en el peso gallo.                                                         |